# Aravind Adiga
Aravind Adiga (Madras, 23 oktober 1974) is een Indiaas schrijver. Met zijn debuutroman De witte tijger won hij in 2008 de Man Booker Prize.

## Biografie
Aravind Adiga werd geboren in Madras (officieel Chennai) op 23 oktober 1974 als kind van dr. K. Madhava Adiga en Usha Adiga. Hij groeide op in Mangalore en ging naar de Canara High School en de St. Aloysius High School, waar hij in 1990 succesvol examen deed.
Nadat hij met zijn familie naar Sydney was geëmigreerd, bezocht hij de James Ruse Agricultural High School. Daarna volgde hij een studie Engelse literatuur aan de Columbia-universiteit, New York, die hij in 1997 afrondde als salutatorian (academische titel voor de op twee na beste student van het collegejaar). Hij studeerde vervolgens aan het Magdalen College in Oxford. Sindsdien werkt hij als journalist in Azië. Op het moment leeft hij in Mumbai.
Adiga begon zijn journalistieke carrière als financieel journalist bij de Financial Times, het tijdschrift Money en de Wall Street Journal. Hierna kwam hij in dienst bij TIME, waar hij gedurende drie jaar correspondent was voor Zuid-Azië, voordat hij ten slotte verderging als freelancer. Gedurende deze freelance periode schreef hij De witte tijger.

## Publicaties
- The White Tiger: A Novel: De witte tijger, 2008
- Between the Assassinations: Tussen de aanslagen, 2008
- Last Man in Tower: De laatste man in de toren, 2011
- Selection day, 2016

- Bibsys: 8056973
- Biblioteca Nacional de España: XX4750532
- Bibliothèque nationale de France: cb15813764b (data)
- Catàleg d'autoritats de noms i títols de Catalunya: 981058529549506706
- CiNii: DA16673000
- Gemeinsame Normdatei: 135666287
- International Standard Name Identifier: 0000 0001 0996 5026
- Library of Congress Control Number: n2007079024
- Bibliotheek van het Japanse parlement: 01153084
- Nationale Bibliotheek van Tsjechië: xx0083541
- Nationale Bibliotheek van Israël: 987007302815205171
- Nationale Bibliotheek van Polen: a0000002218495
- Nederlandse Thesaurus van Auteursnamen: 307997715
- Istituto Centrale per il Catalogo Unico: UBOV263570
- Système universitaire de documentation: 127910085
- Virtual International Authority File: 85852158
- WorldCat: E39PBJdh7fccGPPWyDK9khqWjC